# Pakistán en los Juegos Olímpicos de Montreal 1976
Pakistán estuvo representado en los Juegos Olímpicos de Montreal 1976 por un total de 24 deportistas masculinos que compitieron en 5 deportes.
El portador de la bandera en la ceremonia de apertura fue el jugador de hockey sobre hierba Abdul Rasheed.

## Medallistas
El equipo olímpico pakistaní obtuvo las siguientes medallas:
| Nombre | Deporte             | Competición |
| ------ | ------------------- | ----------- |
| Oro    |                     |             |
| —      |                     |             |
| Plata  |                     |             |
| —      |                     |             |
| Bronce |                     |             |
| Equipo | Hockey sobre hierba | Torneo M    |